# Національний інститут обробки інформації
Національний інститут обробки інформації (пол. Ośrodek Przetwarzania Informacji, OPI) — польський науково-дослідний інститут, підпорядкований Міністерству науки і вищої освіти Польщі. Він створює та підтримує програмне забезпечення для Міністерства науки та вищої освіти Польщі. Його мета – забезпечити швидкий і легкий доступ до актуальних і детальних баз даних про науку в Польщі в рамках програми Польщі та Європейського Союзу. Він контролює кілька баз даних, в яких перераховані польські науково-дослідні інститути, польські вчені, їхні роботи, конференції тощо.

## Зовнішні посилання
- Офіційний сайт (пол.), (англ.)